# ابنة مثلك تماما (مسلسل)
ابنة مثلك تماماً (بالكورية: 딱 너 같은 딸، وحرفياً: تاغ نو غاتِّن تال) هو مسلسل كوري تلفزيوني عرض على قناة MBC الكورية من 18 مايو 2015 وحتى 6 نوفمبر 2015.

## الممثلون
- أسرة هونغ أي جا:
  - كم هي أوك بدور السيدة «هونغ أي جا».
  - كل يونغ أو بدور «ما جنغ غي» زوج السيدة هونغ.
  - وو هي جن بدور «ما جي سونغ» الابنة الكبرى.
  - إي سو غيونغ بدور «ما إن سونغ» الابنة الثانية.
  - جونغ هي سونغ بدور «ما هي سونغ» الابنة الثالثة.
- أسرة سو بان سك:
  - جونغ بو سوك بدور «سو بان سوك».
  - كانغ غيونغ جن بدور «سو جونغ غن» الابن الأكبر وزوج «ما إن سونغ».
  - جونغ أو شك بدور «سو سنغ غن» الابن الثاني.
  - جو أو ري بدور «سو جونغ إي» الابنة الوحيدة.
- أسرة هو أون سك:
  - باك هاي مي بدور «هو أون سك».
  - إي بيونغ جن بدور «بايك من سوك».
  - إي جي هن بدور «بايك أو جاي».
  - ين جونغ هن بدور «بايك سون جاي».